# Ctimene intercisa
Ctimene intercisa är en fjärilsart som beskrevs av Walker 1865. Ctimene intercisa ingår i släktet Ctimene och familjen mätare. Inga underarter finns listade i Catalogue of Life.